# Gyaritodes laosensis
Gyaritodes laosensis är en skalbaggsart som beskrevs av Stefan von Breuning 1963. Gyaritodes laosensis ingår i släktet Gyaritodes och familjen långhorningar.
Artens utbredningsområde är Laos. Inga underarter finns listade i Catalogue of Life.